# Polyscias quintasii
Espèce
Statut de conservation UICN

 EN B1+2e : En danger
Polyscias quintasii est une espèce de plantes à fleurs de la famille des Araliaceae.

## Publication originale
- Catalogue of the Vascular Plants of Sao Tome 195. 1944.